# Nahal Oz
Nahal Oz (hébreu : נַחַ"ל עֹז, litt. « courant puissant » ou « Nahal puissant ») est un kibboutz du sud d'Israël situé dans le nord-ouest du désert du Néguev, près de la bande de Gaza et des villes de Sderot et Netivot. Il est rattaché au conseil régional de Sha'ar HaNegev et compte 479 habitants en 2022.

## Historique
Le kibboutz est fondé en 1951, sur des valeurs humanistes et pacifistes, en tant que première colonie de Nahal. Il est initialement nommé Nahlayim Mul Aza (hébreu : נחלאים מול עזה ; litt. « Soldats de Nahal en face de Gaza »). Il devient une communauté civile en 1953.
Nahal Oz attire l'attention nationale quand, en avril 1956, Ro'i Rotberg (en), l'officier de sécurité du kibboutz, est pris en embuscade et assassiné par des infiltrés gazaouis,. Le chef d'état-major Moshe Dayan assiste à ses funérailles et fait un éloge funèbre dans lequel il appelle le peuple israélien à rechercher son âme et à questionner sa conscience nationale. Le texte se termine par la phrase « Si l’épée tombe de nos mains, nous serons anéantis ». Il enregistre ce discours à la radio le lendemain, dans une version qui omet le passage où il affirme qu’on ne saurait reprocher aux Palestiniens leur haine envers ceux qui leur ont volé leur terre. Ce discours fait encore référence dans la classe politique israélienne, dans ses deux versions. Elle est notamment citée par Isaac Herzog le 8 octobre 2023.

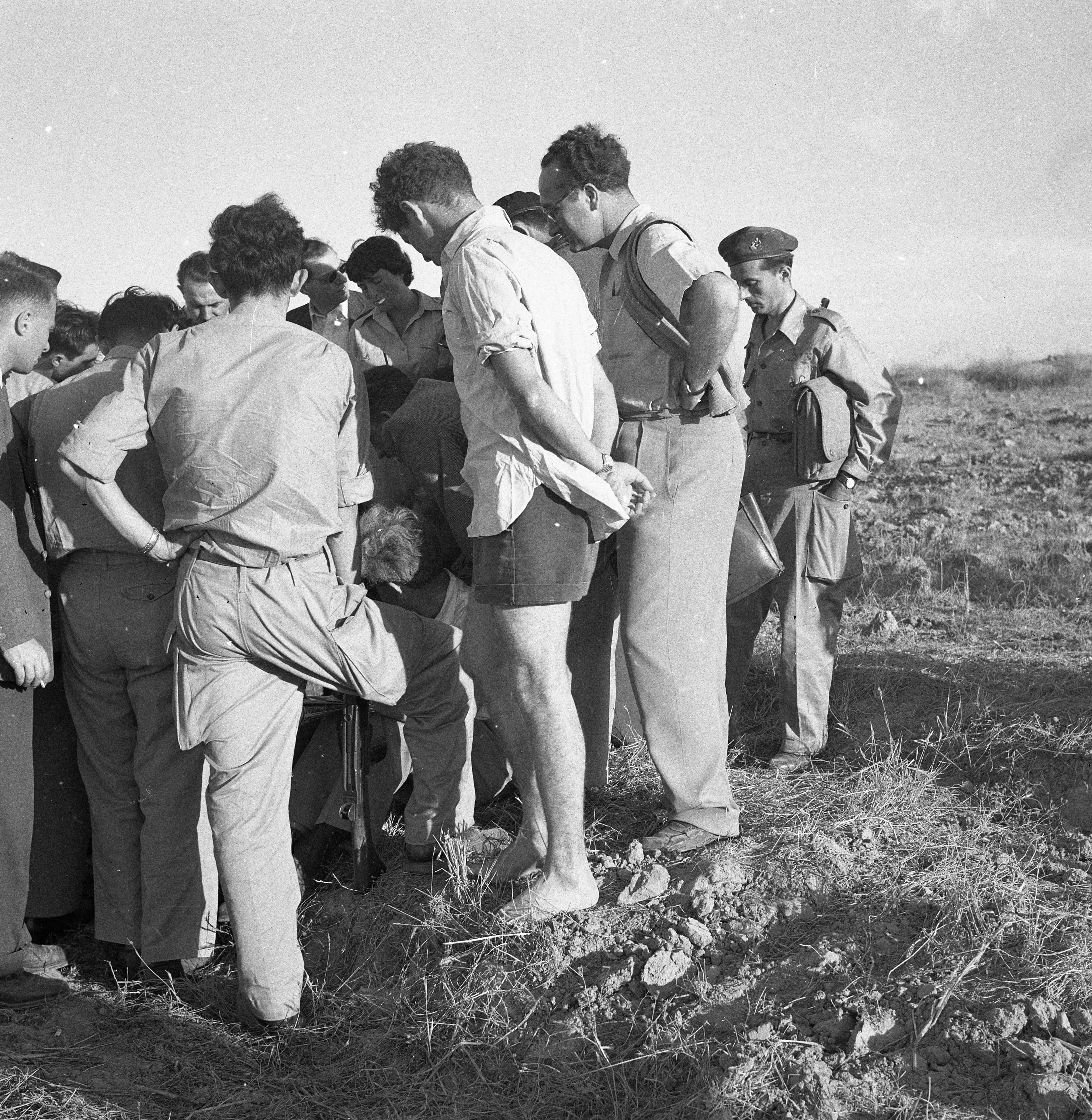
Habitants de Nahal Oz et soldats, 2 novembre 1956, archives Boris Karmi, Bibliothèque nationale de israel

La privatisation du kibboutz débute en 1997.
Le 22 août 2014, au cours de la guerre de Gaza de 2014, Daniel Tregerman, un enfant de quatre ans résidant à Nahal Oz, est tué par un tir de mortier gazaoui.
Le 7 octobre 2023, lors de l'attaque en territoire israélien du mouvement palestinien Hamas, une quinzaine d'habitants du kibboutz sont tués et huit sont pris en otage. L'armée israélienne a annoncé avoir probablement tué par erreur deux habitants du kibboutz lors des combats.